# Funki Porcini
 (juin 2012).
Si vous disposez d'ouvrages ou d'articles de référence ou si vous connaissez des sites web de qualité traitant du thème abordé ici, merci de compléter l'article en donnant les références utiles à sa vérifiabilité et en les liant à la section « Notes et références ».
Funki Porcini, nom de scène de James Braddell, est un musicien et DJ anglais. Ce nom provient d'une adaptation de l'italien Funghi Porcini, correspondant au Boletus edulis (ou cèpe de Bordeaux).
À 19 ans, il part pour Los Angeles, San Francisco (où il rencontre les Residents et séjourne chez Snakefinger) et New York puis l'Italie où il compose des musiques pour le cinéma et la télévision. Au bout de 10 années en Italie, il retourne vivre en Angleterre et signe un contrat avec le label indépendant Ninja Tune. Il sort son premier album Hed Phone Sex en 1995. En 1999 il sort l'album The Ultimately Empty Million Pounds. En 2002 sort Fast Asleep,. et On en 2010.
Sa musique est principalement d’inspiration Downtempo, Breakbeat, Jazz, avec beaucoup de samples Hip-hop et Drum and bass.
Sous le pseudonyme de Giacomo Braddelini, il a également enregistré des titres avec le groupe 9 Lazy 9.

## Discographie
- Ashabanapal's Big Pink Inflatable EP (1995)
- Hed Phone Sex (1995)
- Carwreck EP (1996)
- Love, Pussycats and Carwrecks (1996)
- Let's See What Carmen Can Do EP (1997)
- Rockit Soul EP (1999)
- The Ultimately Empty Million Pounds (1999)
- The Great Drive By EP (2001)
- Fast Asleep (2002)
- Plod (2009)
- On (2010)
- One Day (2012)
- Le Banquet Cassio (2013)
- Conservative Apocalypse (2016)
- The Mulberry Files (2018)
- Studio 59 (2019)
- Boredom Never Looked So Good (2020)
- Motorway (2020)
- Where the Sauce Is Deluxe (2022)
- Incredible Vinyl (2023)